# دير الحجرة (قفل شمر)

تعديل مصدري - تعديل

دير الحجرة هي إحدى قرى عزلة المخلاف بمديرية قفل شمر التابعة لمحافظة حجة، بلغ تعداد سكانها 43 نسمة حسب تعداد اليمن لعام 2004.